# Wiesbaden-Rheingauviertel

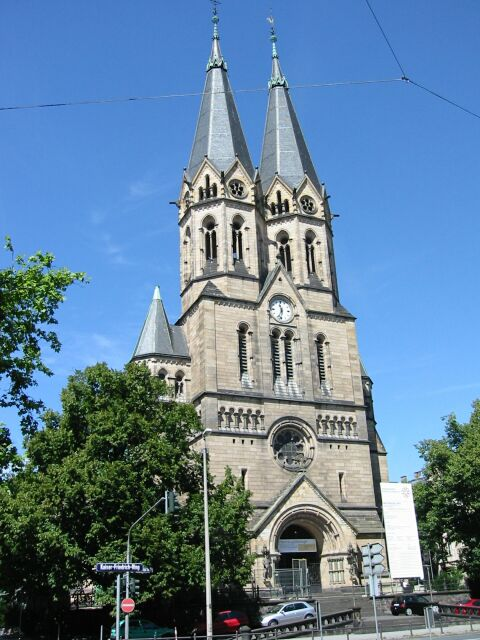
Ringkirche (ringen kyrkan) i Rheingauviertel

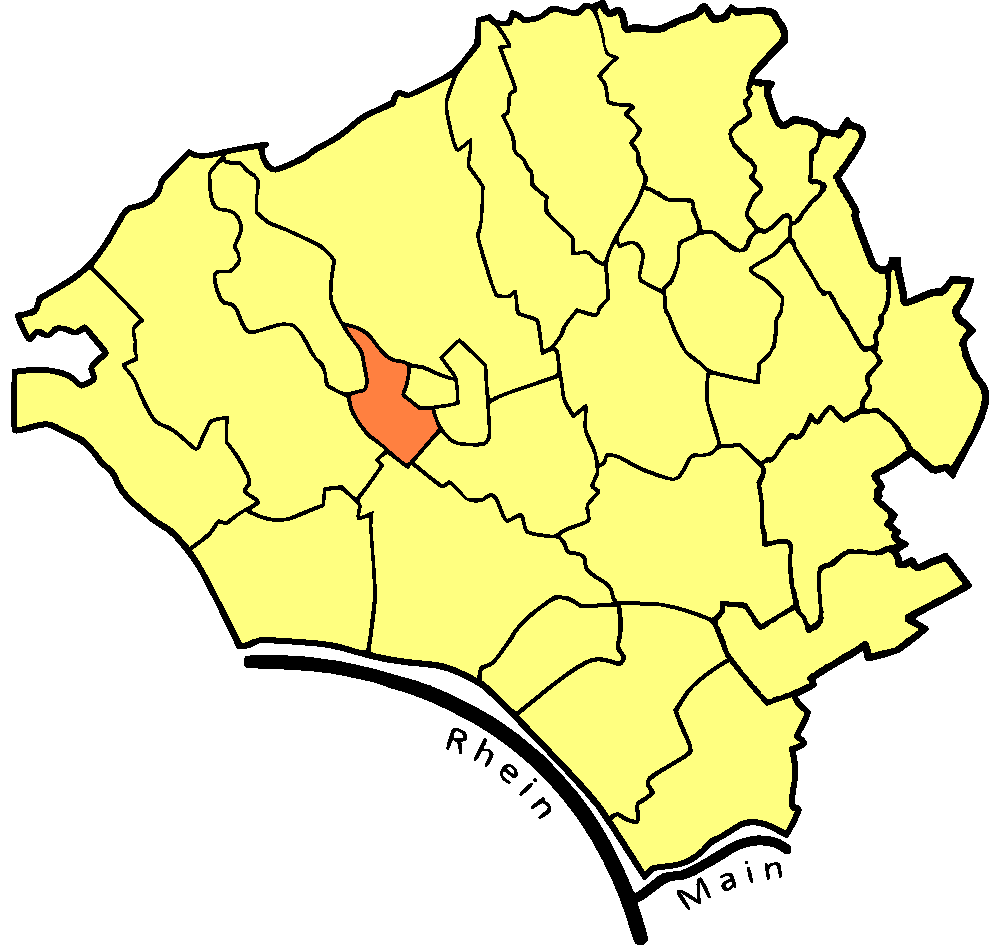
Rheingauviertel läge i Wiesbaden

Rheingauviertel är en stadsdel i Wiesbaden, Tyskland. Invånarantalet var 20.271 2012 på en yta av 2,47 km². Rheingauviertel ligger i centrum av staden.